# Derectaotus alboniger
Derectaotus alboniger is een rechtvleugelig insect uit de familie Mogoplistidae. De wetenschappelijke naam van deze soort is voor het eerst geldig gepubliceerd in 1967 door Bey-Bienko.